# Parafia św. Stanisława Biskupa i Męczennika w Zarębach Kościelnych
Parafia pw. Świętego Stanisława Biskupa i Męczennika w Zarębach Kościelnych – rzymskokatolicka parafia należąca do dekanatu Ostrów Mazowiecka - Wniebowzięcia NMP, diecezji łomżyńskiej, metropolii białostockiej. Parafię prowadzą księża diecezjalni.

## Historia
Parafia została erygowana w 1449. 

## Obszar parafii
W granicach parafii znajdują się miejscowości:

- Zaręby Kościelne,
- Gaczkowo,
- Gąsiorowo,
- Kańkowo-Piecki,
- Kępiste-Borowe,
- Kietlanka,
- Kosuty,
- Niemiry,
- Nienałty-Brewki,
- Nienałty-Szymany,
- Rawy-Gaczkowo,
- Rostki-Daćbogi,
- Skłody-Stachy,
- Skłody Średnie,
- Świerże-Kończany,
- Świerże Zielone,
- Uścianek Wielki,
- Zaręby Leśne,
- Nowa Złotoria,
- Stara Złotoria.